# Харбєйське нафтогазоконденсатне родовище
Харбєйське нафтогазоконденсатне родовище – гігантське родовище у Тюменській області Росії, на лівобережжі річки Таз.

## Геологічна інформація
Поклади вуглеводнів виявили у породах сеноманського ярусу (верхня крейда) та валанжинського ярусу (нижня крейда). 
В 2017-му році також підтвердилась продуктивність юрських відкладів, зокрема, при випробуванні однієї з розвідувальних свердловин отримали приплив нафти обсягом 570 барелів на добу.
За попередніми оцінками запаси Харбєйського родовища за російськими категоріями А+В+С1+С2 становлять 220 млрд м3 газу та 40 млн тон нафти.

## Розробка
Родовище відкрили у 2015 році, а вже у 2021-му почалась його дослідно-промислова розробка із очікуваним річним рівнем видобутку у 3,6 млрд м3 газу та 0,6 млн тон конденсату. Першочерговими об’єктами розробки стали газоконденсатні поклади у сеноманських та валанжинських відкладах.
Станом на 2023 рік велось будівництво установки первинної підготовки нафти.
Видача газу відбувається по перемичці до газопроводу Заполярне – Уренгой, тоді як конденсат спрямовують по перемичці до трубопроводу Північно-Русське – Юрхаровське-Пуровський.
Роботи на родовищі провадить компанія «Новатек».